# 拍喃四路

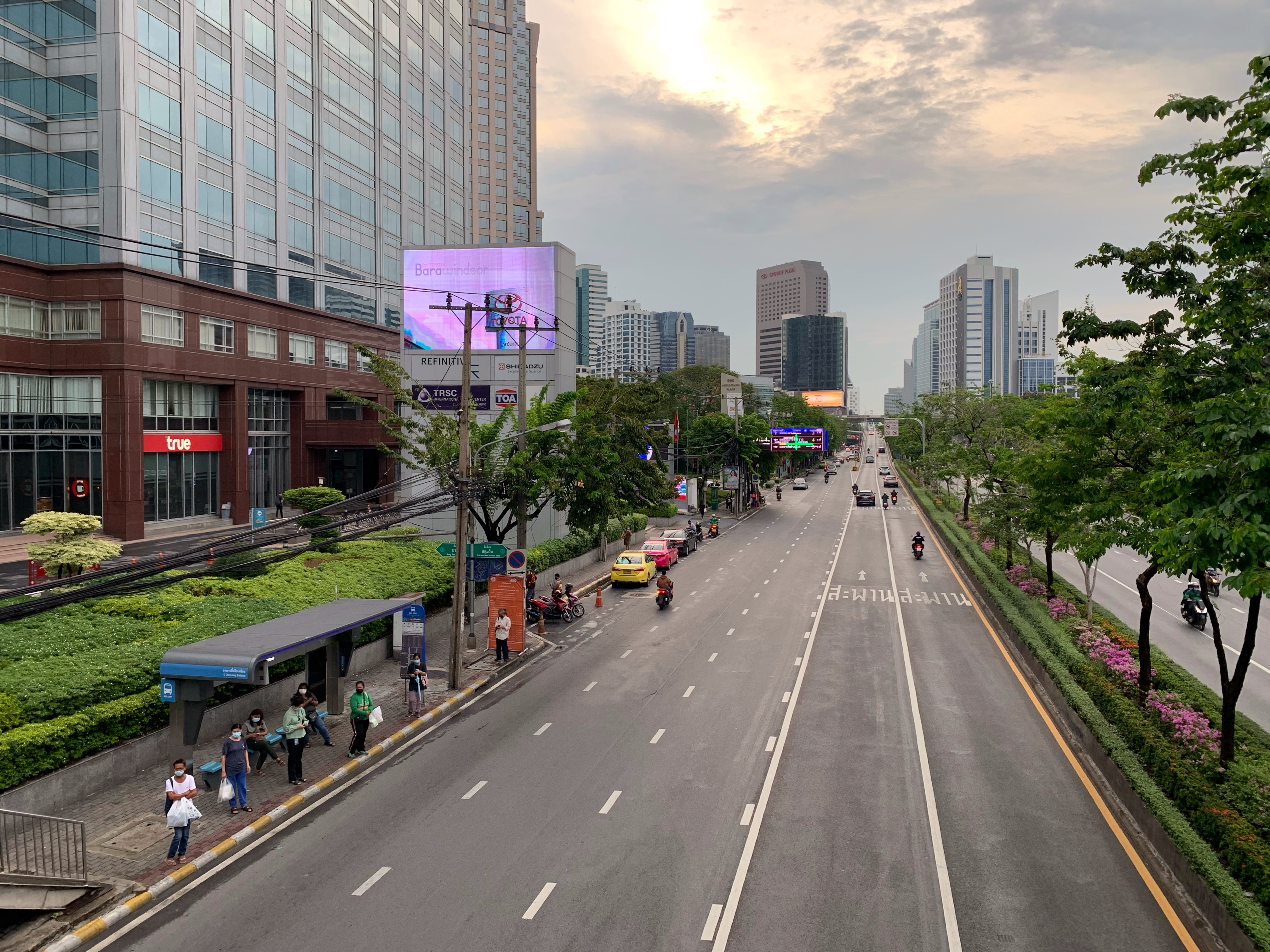
拍喃四路

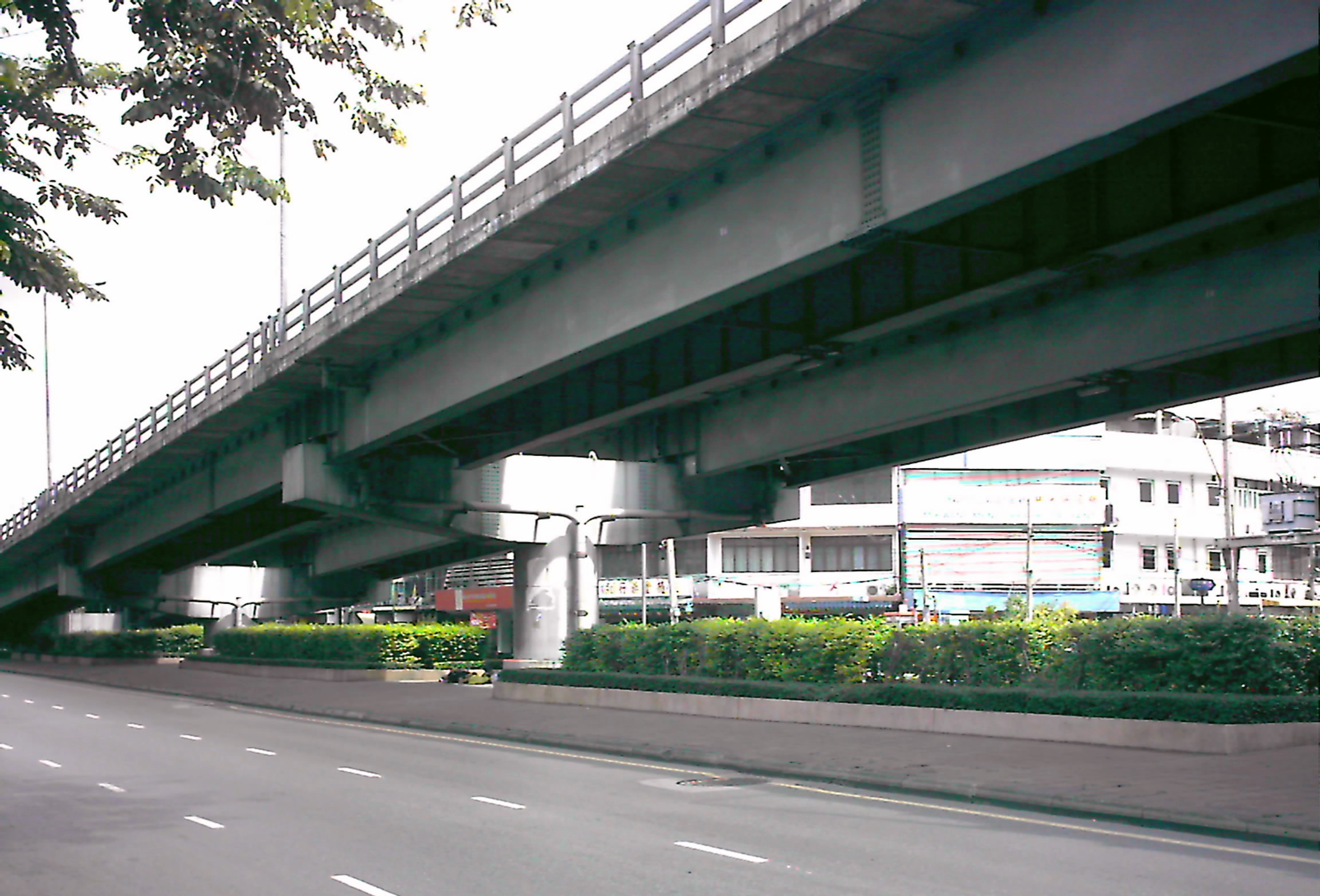
拍喃四路的日泰關係天橋

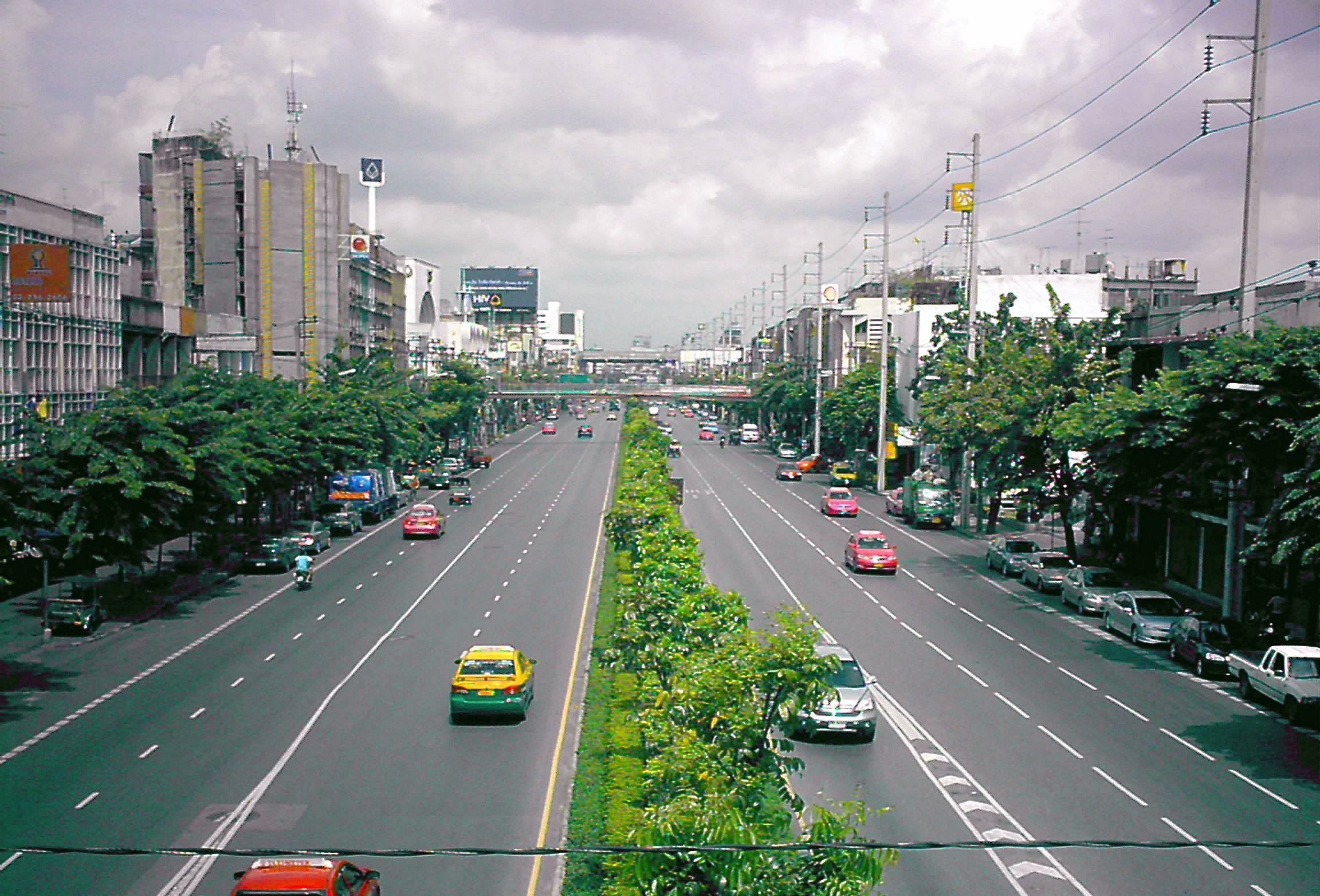
俯瞰拍喃四路

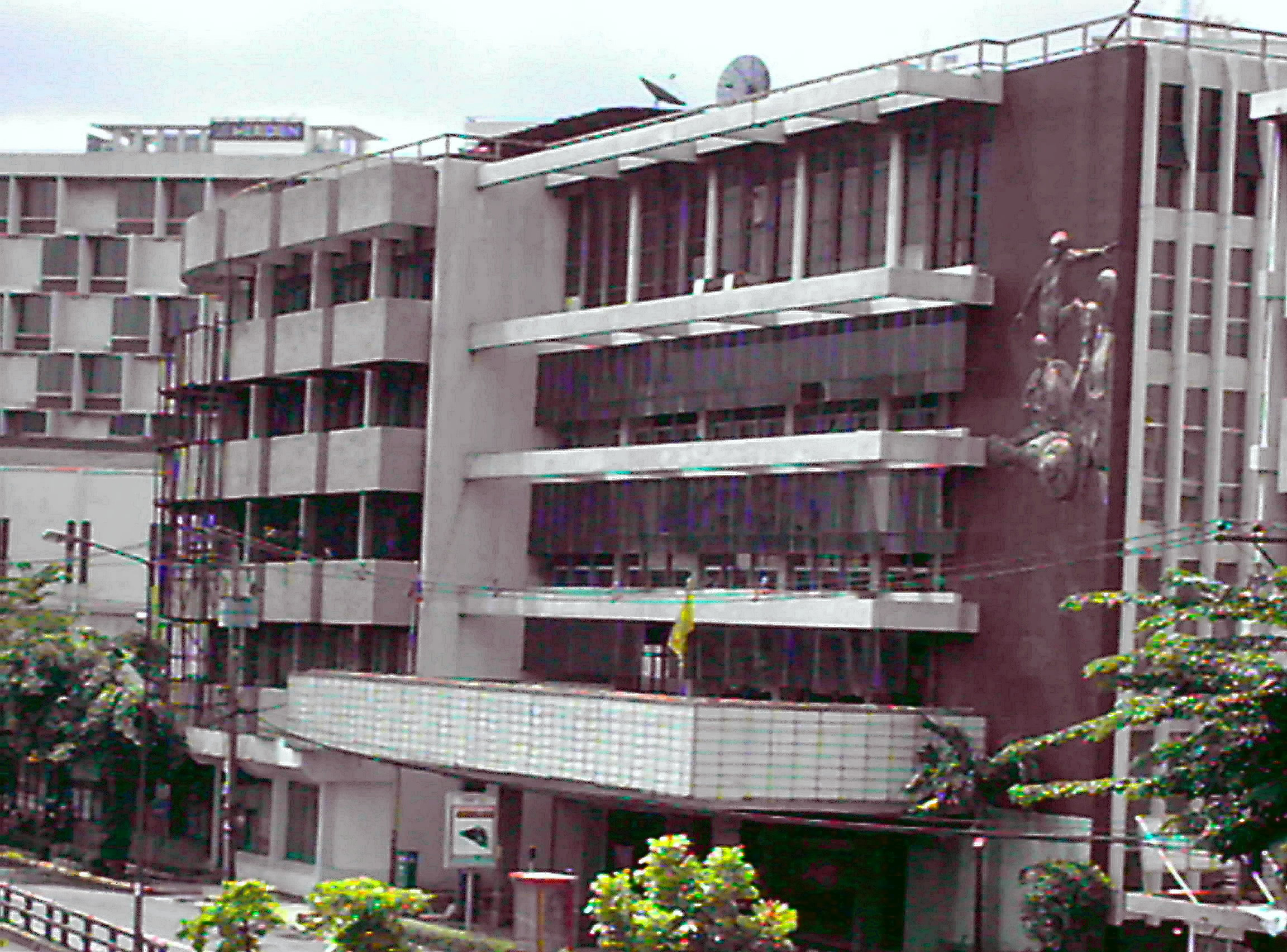
拍喃四路的拉瑪戲院大廈

拍喃四路（音素換寫：T̄hnn phrarām thī̀ 4，皇家轉寫：Thanon Phraramthi 4）是泰國首都曼谷一條雙向十線的主要幹道，沿路布滿高樓大廈。它從華喃峰火車站開始沿著巴吞旺縣與挽叻縣的邊界，然後貫穿孔提縣，直至素坤逸路的交界終止，該交界處正是毗鄰「素坤逸六十九街」及「素坤逸七十一街」之間的曼谷大眾運輸系統車站——拍崑崙車站。

## 沿途機構
- 19號：嘉樂斯酒樓夜總會：20世紀80年代前，香港及臺灣的觀光旅行團常到的晚宴表演地點，現時已經廢置。
- 942號：許參商業大廈（Charn Issara Tower）
- 296號：杜喜塔尼飯店（Dusit Thani）：五星級豪華飯店
- 328號：曼谷中央酒店（Bangkok Centre Hotel）：三星級觀光飯店，它的對面就是「巴吞旺縣署」
- 乍露沙添運動場（Charusathian Stadium）
- 586號：黃橋禮拜堂 （Sapan Luang Church）
- 622號：明拉粦飯店（Mandarin Hotel）：三星級觀光飯店
- 朱拉隆功醫院：由朱拉隆功大學經營。
- 華僑報德善堂：專門為橫死街頭的人，提供免費殮葬服務的慈善機構。這裡是中國式的道觀，供奉多尊雕像，讓路人參拜及募捐棺材經費。
- 華喃峰佛寺（Wat Hua Lamphong）：金碧輝煌的豪華佛寺。
- 毒蛇醫院：由泰國紅十字會蛇園經營，置有表演。
- 余子亮大廈
- 羅賓遜洋行（Robinson Department Store）：新加坡資本的四層百貨商店。
- 是樂園：公眾遊園地、青年中心、音樂廳、圖書館等設施。
- 侖披尼拳場：表演泰拳的場所。
- 拉瑪戲院：1940年代開業，現已廢置的電影院。
- 曼谷大學（Bangkok University）
- TV3（สถานีวิทยุโทรทัศน์ไทยทีวีสีช่อง 3）

13°43′50.04″N 100°32′03.1″E / 13.7305667°N 100.534194°E